# Calp
Calp (em valenciano e oficialmente) ou Calpe (em castelhano) é um município da Espanha na província de Alicante, Comunidade Valenciana. Tem 23,51 km² de área e em 2021 tinha 23 530 habitantes (densidade: 1 000,9 hab./km²).
Era conhecida como Calpia no período romano.

## Demografia
| Variação demográfica do município entre 1991 e 2004 | Variação demográfica do município entre 1991 e 2004 | Variação demográfica do município entre 1991 e 2004 | Variação demográfica do município entre 1991 e 2004 |
| --------------------------------------------------- | --------------------------------------------------- | --------------------------------------------------- | --------------------------------------------------- |
| 1991                                                | 1996                                                | 2001                                                | 2004                                                |
| 10683                                               | 14216                                               | 18881                                               | 23653                                               |

## Turismo
Calpe tem como principal alvo, o turismo sénior. Calpe tem as condições essenciais para isso como spas, o paredão para caminhadas, hotéis de luxo e um ambiente calmo. Calpe também é uma zona piscatória dedica à pesca desportiva. Calpe é um dos principais locais onde existe a pesca à sardinha, que por sua vez é de onde vem o principal peixe que depois fornece os mercados internos.